# Bodens Energi
Bodens Energi AB är ett aktiebolag som levererar el och fjärrvärme till invånarna i Bodens kommun. Bodens Energi ägs till 100 % av kommunen genom Bodens Kommunföretag Aktiebolag.
Företaget bildades 1979 och ägdes då av både Bodens kommun och Vattenfall AB. Vattenfalls andelar i företaget köptes ut 2007 av Bodens kommun. Bodens Energi har ett helägt dotterbolag: Bodens Energi Nät Aktiebolag, som hanterar elnätet. Bodens Energi är också delägare med 60 % av Energiproduktion i Norrbotten AB.
Bodens Energi driver ett värmeverk som årligen producerar cirka 305 GWh fjärrvärme och 30 GWh el. Majoriteten av energin produceras genom avfallsförbränning. Dessutom driver bolaget sex små vattenkraftverk i Bodens kommun, vilka sammanlagt årligen producerar cirka 20 GWh.